# Ole Fanger
Povl Ole Fanger (* 16. Juli 1934 in Vejlby (heute Aarhus); † 20. September 2006 in Syracuse (New York)) war ein dänischer Ingenieur.

## Leben
Fanger war erst Professor an der Syracuse University und später am International Centre for Indoor Environment and Energy an Dänemarks Technischer Universität tätig. Er beschäftigte sich mit Gesundheitsaspekten im Innenraumbereich, mit thermischer Behaglichkeit und der Qualität von Raumluft. Besonders typisch für die Resultate Fangers sind die Erkenntnisse des Zusammenspiels verschiedener thermischer Faktoren von Feuchte, Temperatur, Oberflächen und chemischen Einflüssen. Seine Erkenntnisse sind Maßstab moderner Raumlufttechnik. Fanger konnte nachweisen, dass eine schlechte Raumluft bei Kindern Asthma verursachen und die Produktivität am Arbeitsplatz stark negativ beeinflussen kann.
Er führte das Olf ein, eine Maßeinheit für die Stärke einer Geruchsquelle. Abgeleitet davon führte er die Einheit Dezipol ein, welche den wahrgenommenen Geruch bei einer Belüftung von 10 l/s beschreibt.
Ole Poul Fangers Dissertation Thermal comfort: analysis and applications in environmental engineering gehört zu den bedeutendsten Werken über thermischen Komfort. 2001 erhielt Fanger die Carl-von-Linde-Denkmünze des Deutschen Kälte- und Klimatechnischen Vereins (DKV).
Ole Fanger war verheiratet und hatte zwei Töchter.

## Werke
- Thermal Comfort: analysis and applications in environmental engineering. McGraw-Hill, New York 1972, ISBN 0-07-019915-9 (englisch, dänisch, zugleich Dissertation, Danmarks Tekniske Højskole, 1970).
- Introduction of the olf and the decipol units to quantify air pollution perceived by humans indoors and outdoors. In: Energy and Buildings. Band 12, Nr. 1. Elsevier, 24. April 1988, S. 1–6, doi:10.1016/0378-7788(88)90051-5 (englisch).

## Ehrungen und Auszeichnungen
- 1982 Erster nicht-amerikanischer Empfänger des ASHRAE's Holladay Distinguished Fellow Award
- 1984 Erster Empfänger des ASHRAE's International Award
- 1988 Ehrenmitglied der Königlichen Belgischen Gesellschaft für Engineering ATIC
- 1989 Verleihung des Stockholm Building Society und der Napier Shaw Medal of Research von der britischen Engineering Society CIBSE
- 1989 Ehrenmitglied der italienischen Ingenieur-Gesellschaft AICARR
- 1990 Hall-Thermotank Goldmedaille, die höchste Auszeichnung des britischen Institute of Refrigeration für einen erheblichen globalen Beitrag zu Kälte- und Klimaanlagen
- 1990 Ehrenmitglied der Engineering Society AICVF (F)
- 1991 Ehrenmitglied der Russischen Engineering Society ABOK
- 1992 F. Paul Anderson-Medaille, die höchste Auszeichnung der American Engineering Society (American Society for Engineering Education)
- 1993 Ehrenmitglied der ungarischen Gesellschaft für die Wissenschaft des Bauwesens (ETE)
- 1994 Mitgliedschaft der Russischen Akademie für Architektur und Bauwesen Wissenschaft
- 1994 Ehrenmedaille der finnischen Engineering Society SULVI.
- 1995 Ehrenmitglied der dänischen Gesellschaft DANVAK.
- 1996 Kann Rasmussen Award, die höchste Auszeichnung für Engineering in Dänemark
- 1996 Honorary Goldmedaille der polnischen Gesellschaft Engineering, PZITS
- 1996 Hermann-Rietschel-Ehrenplakette der Deutschen Heizungs- und Klimatechnik
- 1997 Hermann-Rietschel-Ehrenpräsident Goldmedaille, die höchste Auszeichnung der deutschen Engineering Society VDI-TGA
- 1997 John E. Worth Silbermedaille der Royal Society of Health in Großbritannien
- 1998 Ehrenmitglied der British Engineering Society, CIBSE
- 1999 Ehrenmitglied des China Ausschuss der HVAC
- 2000 Ehrenmitglied der slowenischen Gesellschaft Engineering SITHOK
- 2000 Distinguished Visiting Professor an der National University of Singapore (Nationaluniversität Singapur)
- 2001 Ehrenmitglied der japanischen Engineering Society gewählt wurde SHASE
- 2001 Bauingenieur des Jahres der Odense Ingenieurschule
- 2001 Ehrenmedaille der brasilianischen Gesellschaft für Raumklima
- 2001 Ehrendoktor der Universität Coimbra